# Dorcadion peloponnesicum
Dorcadion peloponnesicum är en skalbaggsart som beskrevs av Stefan von Breuning 1982. Dorcadion peloponnesicum ingår i släktet Dorcadion och familjen långhorningar. Inga underarter finns listade i Catalogue of Life.